# Associazione Calcio Renate 2010-2011
Questa pagina raccoglie le informazioni riguardanti l 'Associazione Calcio Renate nelle competizioni ufficiali della stagione 2010-2011.

## Stagione
Nella stagione 2009-2010 il Renate, squadra di Renate in provincia di Monza, dopo aver ottenuto il quinto posto nel girone B della Serie D, ha vinto i Play-off superando in semifinale l'Alzano e in finale il Darfo Boario. Coronando così il sogno di salire per la prima volta nella sua storia nel terzo livello del calcio nazionale, con la Tritium che ha vinto il campionato ottenendo la promozione diretta in Lega Pro. Il Renate che è stato fondato nel 1947, nella stagione 2010-2011 si presenta così ai nastri di partenza del campionato professionistico di Lega Pro, di Seconda Divisione nel girone A. Allenata da Giordano Dell'Orto, la squadra nerazzurra arranca nel girone di andata, pagando il dazio alla nuova categoria, trovandosi costretta però dopo sette giornate, con soli 3 punti di bottino a sostituire il tecnico con Simone Boldini. Con lui giunge la svolta, arriva ad avere 17 punti al termine del girone di andata, poi nel girone di ritorno fa meglio di tutte le avversarie, raccogliendo 33 punti e centrando i Play-off, nei quali però viene subito eliminata, nel doppio confronto dalla Feralpisalò. Nella Coppa Italia di Lega Pro la squadra nerazzurra disputa con poche soddisfazioni il girone B di qualificazione, vinto dalla Tritium e dalla Pro Patria. Da segnalare che per le ridotte dimensioni dello Stadio Mario Riboldi di Renate (Mario Riboldi è stato un socio fondatore del Club), che fino a quel momento è stato il campo di gioco in casa del Renate, dopo aver giocato a Monza le gare di Play-off della Serie D, la squadra nerazzurra ha iniziato a giocare le gare interne a Meda, distante solo 15 chilometri da Renate, nello Stadio Città di Meda meglio attrezzato per la nuova categoria.

## Organigramma societario
Area direttiva
- Presidente: Luigi Spreafico
- Vice presidente: Giancarlo Citterio
- Amministratore delegato: Raffaele Perillo
- Direttore generale: Massimo Villa
- Direttore sportivo: Massimo Crippa

Area tecnica
- Allenatore: Giordano Dell'Orto poi dal 10 ottobre 2010 Simone Boldini
- Viceallenatore: Gioacchino Adamo
- Preparatore atletico: Marco Salvan
- Massaggiatori: Alessandro Pozzi e Stefano Zardoni
- Medici sociali: dott. Ivano Riva e dott. Luigi Sesana

## Rosa
| N. |                   | Ruolo | Calciatore            |
| -- | ----------------- | ----- | --------------------- |
|    | Italia (bandiera) | D     | Fabio Adobati         |
|    | Italia (bandiera) | P     | Davide Amadori        |
|    | Italia (bandiera) | C     | Alessio Battaglino    |
|    | Italia (bandiera) | A     | Giovanni Bello        |
|    | Italia (bandiera) | D     | Marco Bergamini       |
|    | Italia (bandiera) | C     | Stefano Brognoli      |
|    | Italia (bandiera) | P     | Gianmarco Campironi   |
|    | Italia (bandiera) | C     | Gabriele Cavalli      |
|    | Italia (bandiera) | C     | Simone Cerea          |
|    | Italia (bandiera) | A     | Edoardo Chirico       |
|    | Italia (bandiera) | D     | Alessandro Cortinovis |
|    | Italia (bandiera) | D     | Alessandro Di Maio    |

| N. |                    | Ruolo | Calciatore        |
| -- | ------------------ | ----- | ----------------- |
|    | Italia (bandiera)  | C     | Fabio Gavazzi     |
|    | Italia (bandiera)  | C     | Giorgio Gianola   |
|    | Italia (bandiera)  | C     | Luciano Gualdi    |
|    | Italia (bandiera)  | C     | Luca Guidetti     |
|    | Italia (bandiera)  | C     | Matteo Marinoni   |
|    | Italia (bandiera)  | A     | Davide Mazzini    |
|    | Italia (bandiera)  | A     | Simone Moretti    |
|    | Italia (bandiera)  | D     | Andrea Pianetti   |
|    | Italia (bandiera)  | C     | Jacopo Ravasi     |
|    | Italia (bandiera)  | C     | Nicolò Ravasi     |
|    | Italia (bandiera)  | C     | Isidoro Sardina   |
|    | Nigeria (bandiera) | A     | Kingsley Umunegbu |

## Campionato di Lega Pro

### Girone di andata
| Arbitro: | Giallanza (Catania) |

|  |           |                |
|  | Marcatori | 89’ Cazzamalli |

| Arbitro: | Lo Castro (Catania) |

|                            |           |                           |
| F. Fabbro 26’ Rebecchi 53’ | Marcatori | 11’ Bergamini 82’ Mazzini |

| Arbitro: | Fiore (Barletta) |

|            |           |              |
| Gualdi 38’ | Marcatori | 31’ Cristini |

| Arbitro: | Cangiano (Napoli) |

|                       |           |            |
| Santoni 4’ Bonomi 71’ | Marcatori | 72’ Gualdi |

| Arbitro: | Maresca (Napoli) |

|              |           |                |
| Brognoli 41’ | Marcatori | 58’ Bortolotto |

| Arbitro: | Benassi (Bologna) |

|                      |           |  |
| T. Bachlechner 90+3’ | Marcatori |  |

| Arbitro: | De Faveri (San Donà di Piave) |

|               |           |                           |
| J. Ravasi 77’ | Marcatori | 45’ Bracaletti 49’ Sberna |

| Arbitro: | Dei Giudici (Latina) |

|                 |           |                               |
| D. Ferretti 40’ | Marcatori | 17’ N. Ravasi 45+1’ J. Ravasi |

| Arbitro: | Barbero (Vicenza) |

|                                             |           |                                  |
| Cortinovis 40’ N. Ravasi 58’ Battaglino 60’ | Marcatori | 44’ Tarallo 47’, 89’ Bottiglieri |

| Arbitro: | Todaro (Palermo) |

|             |           |  |
| F. Ripa 40’ | Marcatori |  |

| Arbitro: | Di Francesco (Teramo) |

|                                      |           |  |
| Cortinovis 32’ Battaglino 54’ (rig.) | Marcatori |  |

| Arbitro: | Mangialardi (Pistoia) |

|                                  |           |                                    |
| Moronti 29’ (rig.) Siciliano 68’ | Marcatori | 14’ (rig.) Battaglino 42’ Brognoli |

| Arbitro: | Magno (Catania) |

|                  |           |                    |
| Battaglino 90+1’ | Marcatori | 45+1’ A. Brighenti |

| 28 novembre 2010 14ª giornata |  | – Turno di riposo Renate |  |  |

| Sacile 5 dicembre 2010 15ª giornata | Sacilese        | 0 – 0 | Renate | Stadio XXV Aprile-Aldo Castenetto\| Arbitro: \| Taioli (Cesena) \| |
| Arbitro:                            | Taioli (Cesena) |       |        |                                                                    |

| Arbitro: | Fogliano (Perugia) |

|                 |           |  |
| J. Ravasi 45+1’ | Marcatori |  |

| Montichiari 10 dicembre 2010 17ª giornata | Montichiari          | 0 – 0 | Renate | Stadio Romeo Menti\| Arbitro: \| De Benedictis (Bari) \| |
| Arbitro:                                  | De Benedictis (Bari) |       |        |                                                          |

### Girone di ritorno
| Arbitro: | Fabbrini (Livorno) |

|  |           |            |
|  | Marcatori | 73’ Gualdi |

| Arbitro: | Petroni (Roma) |

|             |           |            |
| Mazzini 89’ | Marcatori | 16’ Fabbro |

| Arbitro: | Aureliano (Bologna) |

|  |           |                             |
|  | Marcatori | 11’ Gualdi 90+2’ Battaglino |

| Meda 6 febbraio 2011 21ª giornata | Renate           | 0 – 0 | Pro Vercelli | Stadio Città di Meda\| Arbitro: \| Fiore (Barletta) \| |
| Arbitro:                          | Fiore (Barletta) |       |              |                                                        |

| Arbitro: | Minelli (Varese) |

|                              |           |  |
| Floriano 42’ (rig.) Teso 73’ | Marcatori |  |

| Arbitro: | Strocchia (Nola) |

|             |           |  |
| Mazzini 58’ | Marcatori |  |

| Arbitro: | Merlino (Udine) |

|               |           |                                           |
| Quarenghi 67’ | Marcatori | 64’ Battaglino 68’ Moretti 90+2’ Pianetti |

| Arbitro: | Adduci (Paola) |

|                                              |           |                |
| Moretti 45’ Cerea 56’ Conocchioli 60’ (aut.) | Marcatori | 66’ N. Zanetti |

| Savona 13 marzo 2011 26ª giornata | Savona              | 0 – 0 | Renate | Stadio Valerio Bacigalupo\| Arbitro: \| Soricaro (Barletta) \| |
| Arbitro:                          | Soricaro (Barletta) |       |        |                                                                |

| Arbitro: | Penno (Torino) |

|                            |           |           |
| Mazzini 27’ F. Gavazzi 29’ | Marcatori | 40’ Nossa |

| Arbitro: | Castrignanò (Brindisi) |

|  |           |                                                        |
|  | Marcatori | 17’ (rig.) Mazzini 73’ J. Ravasi 87’ (aut.) Del Chiaro |

| Arbitro: | D'Iasio (Matera) |

|  |           |            |
|  | Marcatori | 79’ Ubaldi |

| Arbitro: | Zappatore (Taranto) |

|  |           |                            |
|  | Marcatori | 34’ Mazzini 56’ Battaglino |

| 17 aprile 2011 31ª giornata |  | – Turno di riposo Renate |  |  |

| Arbitro: | Lanza (Nichelino) |

|                                         |           |               |
| Mazzini 40’ F. Gavazzi 61’ Gualdi 90+2’ | Marcatori | 12’ Vecchiato |

| Arbitro: | Manganiello (Pinerolo) |

|             |           |  |
| Lazzaro 16’ | Marcatori |  |

| Arbitro: | D'Iasio (Matera) |

|                                                                   |           |            |
| Brognoli 25’ Adobati 45+2’ Antoniacci 66’ (aut.) Battaglino 90+4’ | Marcatori | 86’ Saleri |

### Play-off
| Arbitro: | Saia (Palermo) |

|              |           |                |
| Brognoli 13’ | Marcatori | 19’ Bracaletti |

| Arbitro: | Pasqua (Tivoli) |

|                      |           |  |
| Quarenghi 33’ (rig.) | Marcatori |  |

### Coppa Italia di Lega Pro

#### Girone B
| 18 agosto 2010 Prima giornata |  | – Turno di riposo Renate |  |  |

| Arbitro: | Sguizzato (Verona) |

|  |           |                                |
|  | Marcatori | 43’, 79’ Veronese 61’ Anastasi |

| Arbitro: | Penno (Nichelino) |

|                                |           |                                  |
| Bergamelli 17’ Maccan 59’, 81’ | Marcatori | 38’ (rig.) Battaglino 40’ Gualdi |

| Arbitro: | Manganiello (Pinerolo) |

|             |           |                        |
| Guidetti 8’ | Marcatori | 9’ Sinato 24’ Chimenti |

| Arbitro: | Bruno (Torino) |

|                  |           |             |
| D. Marchetti 68’ | Marcatori | 62’ Mazzini |